# 小行星5325
小行星5325（英語：5325 Silver）是一颗围绕太阳公转的小行星。1988年5月12日，卡罗琳·舒梅克在帕洛马山发现了此天体。
这颗小行星的绝对星等为120.67559052699等。